# Lauchapan
Lauchapan är en ort i Mexiko.   Den ligger i kommunen San Andrés Tuxtla och delstaten Veracruz, i den sydöstra delen av landet, 400 km öster om huvudstaden Mexico City. Lauchapan ligger 21 meter över havet och antalet invånare är 393.
Terrängen runt Lauchapan är platt. Runt Lauchapan är det ganska glesbefolkat, med 42 invånare per kvadratkilometer. Närmaste större samhälle är Francisco I. Madero, 9,4 km norr om Lauchapan. Omgivningarna runt Lauchapan är en mosaik av jordbruksmark och naturlig växtlighet.